# Euphrasia rotundifolia
Euphrasia rotundifolia är en snyltrotsväxtart som beskrevs av Herbert William Pugsley. Euphrasia rotundifolia ingår i släktet ögontröster, och familjen snyltrotsväxter. Inga underarter finns listade i Catalogue of Life.